# Heather Mallender a disparu
 (novembre 2014).
Si vous disposez d'ouvrages ou d'articles de référence ou si vous connaissez des sites web de qualité traitant du thème abordé ici, merci de compléter l'article en donnant les références utiles à sa vérifiabilité et en les liant à la section « Notes et références ».
Heather Mallender a disparu (Into the Blue) est un roman policier de l'écrivain britannique Robert Goddard publié en 1990.
La traduction française est publiée en 2012 aux éditions Sonatine. Le roman était paru initialement chez Belfond sous le titre Les Ombres du passé en 1993.

## Résumé
Harry Barnett, la cinquantaine, alcoolique et désenchanté, est devenu le gardien d'une belle propriété sur l'île de Rhodes, appartenant à son ami Alan Dysart, secrétaire d'Etat à la défense après avoir été accusé à tort d'avoir détourné de  l'argent en Angleterre. Il se retrouve témoin et responsable présumé de la disparition de leur amie commune, Heather Mallender, une jeune Anglaise venue se refaire une santé en Grèce après la mort violente de sa sœur dans un attentat de l'IRA. Ses seuls indices sont les vingt-quatre dernières photos prises par Heather et il va méthodiquement suivre sa piste en refaisant le même parcours qu'elle. Cliché après cliché, il va ainsi  tenter de reconstituer les dernières semaines de la vie de celle-ci,  entre la Grèce et l’Angleterre.